# Ricardo Chamorro
Ricardo Chamorro Delmo (Madrid, 1 de enero de 1977) es un abogado y político español. Diputado por Vox en el Congreso de los Diputados en representación de la circunscripción de Ciudad Real (desde 2019).

## Biografía
Ricardo nació en Madrid (1977). Tras licenciarse en Derecho en la Universidad de Navarra ejerció como abogado en Ciudad Real, especializándose en Derecho Privado, Gestión Comercial y en nuevas tecnologías. Es profesor en la Universidad Complutense de Madrid.
Fue técnico en Comercio Exterior, especializado en Derecho Privado por el Consejo General del Notariado; Delegado de Protección de Datos, especializado en Derecho de las Tecnologías, de la Información y Comunicación; Graduado en la Universidad de Deusto, en el programa de Liderazgo Público en Emprendimiento e Innovación (PLPE).
En las elecciones generales de abril de 2019, fue elegido para representar a la circunscripción de Ciudad Real en el Congreso de los Diputados y fue reelegido en las elecciones de noviembre de ese año, y en las de 2023.
En la Cámara Baja es (desde diciembre de 2023): Portavoz adjunto y Portavoz de la Comisión de Agricultura, Pesca y Alimentación; Portavoz y Portavoz adjunto de la Comisión de Transición Ecológica y Reto Demográfico.
Posteriormente salió elegido en las elecciones municipales de 2023, como concejal de Vox en el Ayuntamiento de Ciudad Real, siendo finalmente teniente de alcalde y concejal de Seguridad Ciudadana.
Fue delegado de la Fundación para la Defensa de la Nación Española en Castilla-La Mancha.
Casado y padre de tres hijos.